# Bokermannohyla luctuosa
Bokermannohyla luctuosa é uma espécie de anfíbio da família Hylidae. Endêmica do Brasil, pode ser encontrada na Serra do Japí no estado de São Paulo.